# 女性主義人類學
女性主義人類學（英語：feminist anthropology）是文化人類學的一個研究取向，目的在修正人類學當中的男性中心主義偏見。它在1970年早期成為顯學，儘管它的某些內容可在早期人類學家的作品中看到，包括愛麗絲·弗萊徹、瑪莉加·金普塔斯、瑪格麗特·埃倫伯格（Margaret Ehrenberg）、埃米莉·馬丁與瑪格麗特·米德。

## 起源
傑出的女性主義人類學理論家亨利耶塔·摩爾，認為自從人類學這門學科誕生以來，女性在某種意義上已被納入其理論與研究之中。早期的人類學家，從詹姆斯·弗雷澤到艾德華·伊凡-普理查都對親屬關係和婚姻感興趣，因此女性經常出現在他們的民族誌當中，而且有某些女性撰寫早期的人類學作品。摩爾認為這個問題並不在於女性是否出現於人類學之中，而是在於人類學的詮釋、再現和理解方式。她引用魯比·羅爾立屈-萊維特（Ruby Rohrlich-Leavitt）等人在1976年的研究，比較分析男性與女性人類學家對於澳大利亞原住民女性社會地位的研究。男性人類學家羅爾立屈-萊維特說，原住民婦女被社會視為世俗，並排除在儀式之外，而且在經濟體系是不重要的。另一方面，女性人類學家說，在經濟生活方面，女性是不可或缺的，在儀式是重要的，並受到男人所尊重。摩爾提出這一點做為證據，表示女性以何種方式被納入人類學的討論，才是重要的議題。那麼，我們面臨的挑戰就是以批判角度分析現有的人類學文獻，並創造新的研究方式，將女性置於研究的核心。

## 1970年代
自我意識的女性主義人類學是在1970年代期間興起，成為對人類學的男性偏見的一系列挑戰。雷納·賴特（Rayner Reiter）在1975年的文章「朝向女性人類學」，代表著對這個新興學派的早期貢獻，他認為女性與男性彼此體驗了不同的性別，參照了不同組合的社會標示，而且女性的經驗本身就成為一個合理的人類學研究主題。賴特指出，在當代人類學理論和假設之中的男性偏見，為人類學自我批判引進了一條新路線。跟賴特同期的學者蓋爾·魯賓（Gayle Rubin），也在1975年，創造了「生物性別/文化性別體系」（"sex/gender system"）這個術語，來說明區別生物驅力與社會行為的差別，他認為人類對於文化性別與性傾向的表現，並不是生物的常數，而是受到政治建構的規範。

## 1980年代
1988年，摩爾出版了《女性主義與人類學》（Feminism and Anthropology），這本書支持女性主義人類學，它意識到性別差異跟其他社會差異標記的連結，包括階級、族群和種族。摩爾爭辯說，即使是由女性所進行的人類學研究，往往「依據男性的語彙，來編排這個世界[...]，因為無論是男性或女性研究者，都在這個以男性導向的學科受訓練」。摩爾認為，人類學的理論體系和實踐方法，深深受到性別歧視的意識形態所影響（在二十世紀人類學往往被稱為「對於人[男人]的研究」[study of man]），因此如果沒有認真的自我反省，並有意識地對付這種偏見，人類學就不能有意義地呈現女性經驗。
摩爾也主張，關於性別，沒有什麼事情是不證自明的或預先決定的，而且人類學依其能力，足以了解世界各地的不同文化如何感知文化性別和生物性別，不能認為「成為女性的過程」(womanhood)這個概念是簡單明瞭且不成問題。

## 女性主義人類學與女性主義
女性主義人類學跟其他學科的女性主義的關係有些緊張。女性主義人類學藉由關注不同的文化以不同方式思考性別，而可以爭論說性別歧視並不是普同現象。摩爾認為，「女性」這個概念並不是個普同概念，因此不足以成為人類學研究的一個分析範疇：在於「女性」這個概念是某些文化所特有的，而不是一種人類的普同性。對於某些女性主義者而言，人類學家米雪·羅撒度寫道，這個人類學論點跟女性主義者理解男人與女人的關係的一個核心原則相矛盾。瑪麗蓮·斯特拉森寫道，在當代女性主義人類學的學術圈內，對於性別不均衡是否為普同現象，抱持著分歧的意見。斯特拉森認為人類學必須處理差異性，而不是試圖消除它，這個學科並不必然會受到這個意見分歧所傷害，但依然需要注意的是女性主義人類學面對著阻力。

人類學經常面對來自非西方傳統的女性主義者，他們的觀點和經驗可能有別於歐洲和美國的白人女性主義者。從歷史上看，這些非西方的「邊陲」觀點有時被邊緣化，或是被視為並不如西方知識一樣站得住腳或重要。女性主義人類學家主張，他們的研究有助於糾正這種在主流女性主義理論之中的系統性偏差。
另一方面，人類學家主張將這種他者觀點納入討論與研究，這又招致批評---當地人被看成是地方知識的生產者，只有西方人類學家可以將這些地方知識轉換成社會科學理論。因為女性主義理論家絕大多數來自西方，而不是來自他們所研究的文化（其中有一些文化具有自己獨特的女性主義傳統，例如拉丁美洲的基層女性主義），他們關於女性主義的理念，可能包含西方特有的假設，就是無法適用於他們所研究的文化。 羅撒度批評這種女性主義傾向，將其他當代文化視為不合時宜，並且將世界其他地區視為西方歷史的先前其他時期的代表----例如，在某個國家的性別關係以某種不明原因，停留在西方過去的另一個歷史階段。羅撒度說，西方女性主義者將其他地方的女性視為「脫去外衣的我們，而且他們生活的歷史明確性跟我們的歷史明確性之間的界線變得模糊」。
摩爾認為，人類學可藉由討論「關於」女性的議題，而不是「為」女性發聲，來克服這種偏見。
在瑪麗蓮·斯特拉森的筆下，將女性主義與人類學之間偶而發生的這種對立關係，描寫成自我維持，這是由於「關於世人的一種理想關係，這兩者都分別近乎達成另一方所欲達成的目標」。女性主義不斷挑戰男性中心主義的正統，人類學是從這個正統中萌芽的；人類學則是破解了女性主義的我族中心主義。

## '雙重差別待遇'
瑞特（Reiter）認為，女性主義人類學這門學科受到來自主流學術界的一種「雙重差別待遇」（double difference）所影響。它是一個女性主義者的學術傳統，有一部分被邊緣化，成為後現代主義和解構主義的一個分支，而且關注的是女性經驗，女性則受到男性中心主義的正統所邊緣化。同時，它著眼於非西方的經驗和概念，這些區域的知識必定處在西方所創造的知識的邊緣。因此，女性主義人類學受到雙重的邊緣化。
摩爾認為，這種邊緣化有某些部分來自這個學科的自我堅持。藉由堅持「女性觀點」，女性主義人類學不斷自我界定為「非男性」觀點，也因此不可避免有別於主流觀點且受到邊緣化。摩爾說，女性主義人類學有效地凝聚自己的力量。斯特拉森認為，女性主義人類學是對於主流傳統構成挑戰的一項傳統，永遠不可能完全融入主流：它的存在是為了批判、解構和挑戰。

## 引用文獻
1. 1 2 3 4  Strathern, M  (1987) “An Awkward Relationship: The Case of Feminism and Anthropology,” in Signs, Vol. 12, No. 2, pp276-292, ISSN=0097-9740
2. ↑  Moore, Henrietta L.  (1988)  Feminism and Anthropology, Polity Press: Cambridge. Henrietta L. Moore. . Minneapolis: University of Minnesota Press. 1988. ISBN 0-8166-1748-1. OCLC 18259349.
3. 1 2  Rosaldo, M.Z.  (1980)  “The Use and Abuse of Anthropology: Reflections on Feminism and Cross-Cultural Understanding,” in  Signs, Vol 5, No3, pp389-417, ISSN=0097-9740

## 進階閱讀
- Duley, Margot I. and Mary I. Edwards.  (1986)  The Cross-Cultural Study of Women: A Comprehensive Guide.  New York, NY: Feminist Press. ed. by Margot I. Duley ... . New York: Feminist Pr. 1986. ISBN 0935312455. OCLC 9784721.
- Moore, Henrietta L.  (1996)  The Future of Anthropological Knowledge, London; New York: Routledge, edited by Henrietta Moore. . London: Routledge. 1996. ISBN 0-4151-0786-5. OCLC 32924172.
- Nicholson, L.  (1982)  ‘Article Review on Rosaldo’s “The Use and Abuse of Anthropology,”’ in Signs, Vol 7, No. 42, pp732–735, ISSN=0097-9740
- Reiter, Rayna R.  (1975)  ed.  Toward an Anthropology of Women, Monthly Review Press: New York. edited by Rayna R. Reiter. . New York: Monthly Review Press. 1975. ISBN 0853453721. OCLC 1501926.
- Bratton, A.  (May 1998)  Feminist Anthropology（页面存档备份，存于）
- Soga, K.  “Feminist Anthropology”  (15/12/03),  Summary of McGee, R et al.  (2004) Anthropological Theory: An Introductory History, New York: McGraw Hill.
- Abu-Lughod, Lila (1986). Veiled sentiments: honor and poetry in a Bedouin society, University of California Press.
- Abu-Lughod, Lila (1993). Writing Women's Worlds: Bedouin Stories. University of California Press.
- Davis-Floyd, Robbie (1992/2003). Birth as an American rite of passage. Berkeley: University of California Press.
- Ruth Behar and Deborah A. Gordon (eds.), Women Writing Culture. University of California Press, 1995.
- Boddy, Janice (1990). Wombs and Alien Spirits: Women, Men, and the Zar Cult in Northern Sudan. University of Wisconsin Press.
- Delaney, Carol. 1991. The Seed and the Soil: Gender and Cosmology in Turkish Village Society. University of California Press.
- Gelya Frank, Venus on Wheels: Two Decades of Dialogue on Disability, Biography, and Being Female. University of California Press, 2000.
- Carla Freeman, High Tech and High Heels: Women, Work, and Pink-Collar Identities in the Caribbean. Duke University Press, 2000.
- Donna M. Goldstein, Laughter Out of Place: Race, Class, Violence, and Sexuality in a Rio Shantytown. University of California Press, 2003.
- Hochschild, Arlie Russell (1983/2003). The managed heart: commercialization of human feeling. Berkeley, University of California Press.
- Inhorn, Marcia Claire. 1994. Quest for conception: gender, infertility, and Egyptian medical traditions. University of Pennsylvania Press.
- Kondo, Dorinne K. (1990). Crafting selves: power, gender, and discourses of identity in a Japanese workplace. Chicago:University of Chicago Press.
- Layne, Linda L. (2003) Motherhood lost: a feminist account of pregnancy loss in America. New York: Routledge.
- Lock, Margaret. (1993) Encounters with Aging: mythologies of menopause in Japan and North America. University of California Press.
- Lutz, Catherine (1988). Unnatural emotions: everyday sentiments on a Micronesian atoll & their challenge to western theory. Chicago, University of Chicago Press.
- Mahmood, Saba (2005). Politics of piety: the Islamic revival and the feminist subject. Princeton, NJ: Princeton University Press. ISBN 0691086958 (pb alk. paper).
- Martin, Emily. 2001. The Woman in the Body: A Cultural Analysis of Reproduction. Boston: Beacon Press.
- Moore, Henrietta L. (1988). Feminism and anthropology.Cambridge, UK, Polity Press.
- Ong, Aihwa (1987). Spirits of resistance and capitalist discipline : factory women in Malaysia. Albany, State University of New York Press.
- Radway, Janice A. (1991). Reading the romance : women, patriarchy, and popular literature. Chapel Hill, University of North Carolina Press.
- Rapp, Rayna (2000). Testing Women, Testing the Fetus : The Social Impact of Amniocentesis in America. New York: Routledge.
- Salzinger, Leslie (2003). Genders in production: making workers in Mexico's global factories. Berkeley: University of California Press.
- Scheper-Hughes, Nancy (1992). Death without weeping: the violence of everyday life in Brazil. Berkeley, University of California Press.
- Teman, Elly (2010). Birthing a Mother: the Surrogate Body and the Pregnant Self. Berkeley: University of California Press.
- Tsing, Anna Lowenhaupt (1993). In the realm of the diamond queen : marginality in an out-of-the-way place. Princeton, Princeton University Press.
- Diane L. Wolf (ed.), Feminist Dilemmas in Fieldwork. Westview Press, 1996.
- Margery Wolf, A Thrice-Told Tale Feminism, Postmodernism, and Ethnographic Responsibility. Stanford University Press, 1992.

## 外部連結
- 美國女性主義人類學協會（页面存档备份，存于）
- 人類學理論：女性主義人類學（页面存档备份，存于）
- 印第安那大學的女性主義人類學網頁（页面存档备份，存于）